# Мірчук Іван
Іва́н Мірчу́к (нар. 18 червня 1891, Стрий — пом. 2 травня 1961, Мюнхен) — український філософ, історик культури, громадський діяч.

## Життєпис

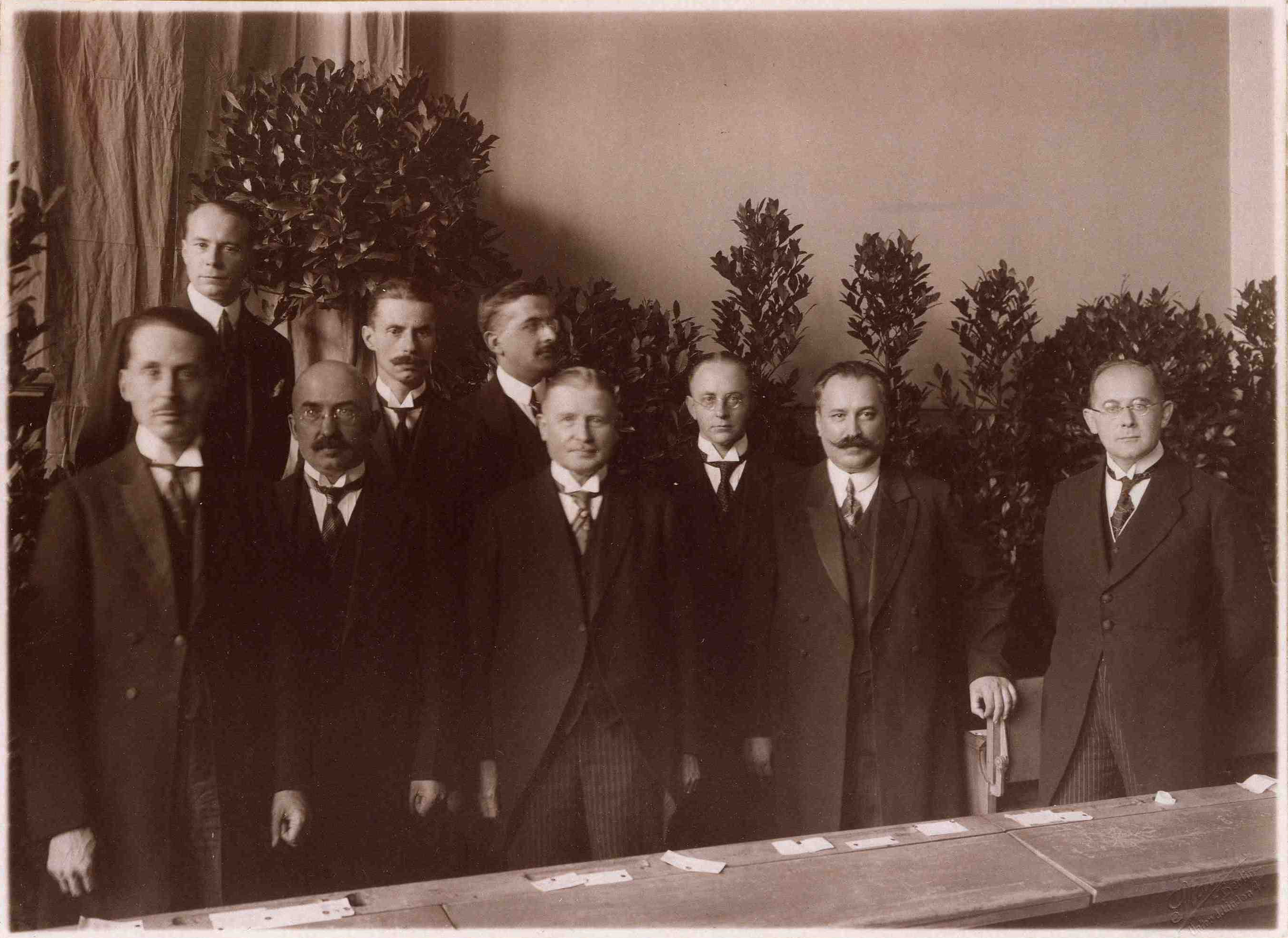
Члени-засновники та професори Українського наукового інституту в Берліні. 1-й ряд (зліва направо): Володимир Коростовець, Олександр Скоропис-Йолтуховський, ген. Вільгельм Ґренер, Васмерг, Дмитро Дорошенко, Келлєр; 2-й ряд: Володимир Залозецький-Сас, В'ячеслав Липинський, Іван Мірчук, 1927 рік

Іван Мірчук народився 18 червня 1891 року у Стрию (Австро-Угорська імперія, сьогодні Львівська область). Після завершення навчання у Стрийській гімназії Іван Мірчук з 1909 вивчав математику, фізику та філософію у Віденському університеті. У 1914 р. він закінчив Віденський університет. Серед його вчителів були професори філософії Адольф Штьор та Фрідріх Йодль. У 1915 році Іван Мірчук захистив докторську дисертацію «Кантівська теорія простору та неевклідова геометрія» у Відні та отримав звання «доктора філософії». Після захисту дисертації розпочав роботу асистентом на кафедрі Адольфа Штьора, однак був призваний до лав австро-угорської армії й брав участь у Першій Світовій війні. У 1916 році він отримав важке поранення й був демобілізований з війська в чині лейтенанта.
Іван Мірчук брав активну участь у визвольній війні 1917-1918 рр. й був на посаді Державного секретаря Західно-Української Народної Республіки, яку було проголошено 19 жовтня 1918 року. у Львові.
17 січня 1921 року кілька українських еміґрантських організацій заснували у Відні Український Вільний Університет (УВУ). А 22 травня Мірчук став першим, хто захистив в УВУ габілітаційну працю — вона називалася «Метагеометрія та гносеологія». У жовтні на запрошення президента й уряду Чехо-Словаччини Університет був перенесений до Праги. Доцент Мірчук переїхав слідом і впродовж наступних десяти років викладав в УВУ філософію, етику та психологію. З 1925 року він був екстраординарним, а з 1930 року — ординарним професором цього університету.
1926 року Іван Мірчук став професором Українського наукового інституту, щойно заснованого у Берліні з ініціативи колишнього гетьмана Павла Скоропадського та за фінансової підтримки німецького «Об'єднання для дослідження української культури і науки». А 1931 року професор Мірчук був призначений директором цього Інституту, разом із дружиною Марією (до шлюбу Голомбек) і донькою Іванною оселився у Берліні і незабаром став одним із лідерів Головної ради української громади міста. Філософ швидко увійшов до середовища гетьманців і часто з родиною гостював у домі Скоропадських у передмісті Берліна Ванзеє.
В очолюваному Мірчуком Інституті працювали відомі українські науковці, як-от мовознавці Ярослав-Богдан Рудницький та Зенон Кузеля, географ Володимир Кубійович, історики Борис Крупницький та Марко Антонович. Попри обмеження з боку нацистської влади, співробітники Інституту досліджували історичні та культурні зв'язки України із країнами Західної та Центральної Європи, читали курси лекцій, видавали монографії, словники, енциклопедії, підручники та посібники з українознавства (сам Мірчук редагував енциклопедію українознавства німецькою мовою «Handbuch der Ukraine»).
Перед наступом радянської армії навесні 1945 року родина Мірчуків переїхала до Мюнхена. Влітку професори Іван Мірчук та Вадим Щербаківський зініціювали там відродження Українського Вільного Університету, у травні розгромленого у Празі радянською окупаційною владою. Їх підтримали викладачі УВУ, які встигли виїхати з Праги, співробітники Українського наукового інституту, а також Конґрегація для Східної церкви Апостольського престолу та фонд «Українського видавництва» у Кракові. Мірчук очолив організаційну підготовку справи, і вже восени Український Вільний Університет був відновлений у Мюнхені. А влітку 1946 року у класах пошкодженого бомбардуванням будинку початкової школи на Версалєрштрассе у районі Гайдгаузен відбулися перші лекції та семінари.
Того ж року Мірчук став ректором Університету, і впродовж наступних п'ятнадцяти років колеги ще двічі обирали його ректором, а також проректором і деканом філософічного факультету. Водночас філософ очолював Українську Вільну Академію Наук та історично-філософську секцію Наукового товариства імені Тараса Шевченка, редагував журнал «Sovetietstudien», який видавав Інститут із вивчення СРСР. А 1949 року професор Мірчук став першим іноземцем, обраним членом Баварської Академії Наук.
Помер у Мюнхені 2 травня 1961 року.
Автор численних праць з філософії (переважно німецькомовних) та історії української культури.
Дружина Марія Мірчук (уроджена Голомбек) — перекладач української прози німецькою мовою.

## Твори Івана Мірчука
- (mit P. Werhun) Die Kirche und das östliche Christentum. Berlin, 1930.
- Rom, Byzanz und Moskau im Kampf um die geistige Führung im osteuropäischen Raum. Geistesgeschichtlicher Überblick // Münchener Beiträge zur Slavenkunde, (München), Bd. 6 — 1930.
- Der Messianismus bei den Slaven // Jahrbücher für Kultur und Geschichte der Slaven. Neue Folge 6 (1930), s. 223—238.
- (mit K. Kuypers) Theorie der Geschiedenis. Amsterdam, 1931.
- Christian Wolf und seine Schule in der Ukraine // Forschungen und Fortschritte (Berlin), № 8 — 1932, s. 280—281.
- Die Rolle des Dämonischen bei den Ostslaven // CongHistRel № 19 — 1935.
- Die Grundlagen der Sowjetpädagogik. Königsberg: Ost-Europa-Verl., 1938.
- Die Ukraine — Mittlerin westlicher Kultur // Die Aktion (Berlin), № 2 — 1941.
- Handbuch der Ukraine. Leipzig, 1941 (в качестве редактора и автора раздела «Die geistigen Merkmale des ukrainischen Volkes»).
- Die Ukraine und die Juden // Deutsche Post aus dem Osten (Berlin), Januar 1942, s. 4-6.
- Призначення нації // Календар альманах на 1943 рік. Краків-Львів: Українське видавництво, [1942].
- Das Dämonische bei den Russen und Ukrainern // WAN (Augsburg), Bd. VII — 1948.
- Ukraine and its people. Munich, 1949.
- Історично-ідеологічні теорії III Риму // Збірник праць Церковно-Археографічної Комісії Апостольського візитатора українців у Західній Европі. Мюнхен, 1954.
- «Братання» слов'янських народів на тлі большевицької дійсності // Український збірник, № 3 — 1955.
- Geschichte der ukrainischen Kultur. München: Isar Verlag, 1957.
- L'Ukraine dans le cadre de l'Est européen. Louvain-Paris, 1957.
- Іван Мірчук. Філософські студії / Ред. Миколи Шафовала і Романа Яремка. — Мюнхен : Український Вільний Університет, 2006. — 582 с.

## Переклади українською
- Іммануїл Кант. Пролеґомени до кожної майбутньої метафізики, яка зможе виступати як наука / Перекл. Іван Мірчук, ред. Микола Шафовал. — Мюнхен : Український Вільний Університет, 2004. — 324 с.